# みんな大好き
『みんな大好き』（みんなだいすき）は1997年11月1日に吉田拓郎が吉田拓郎とLOVE2 ALL STARS名義でリリースしたセルフカバー・アルバムである。

## 解説
吉田拓郎と自身が司会を担当した音楽番組「LOVE LOVE あいしてる」のバックバンド「LOVE LOVE ALL STARS」とのコラボレーションアルバムであり、主に吉田拓郎が過去に発表した曲のセルフカバーによって構成されており、吉田建や武部聡志、高中正義、中川雅也のアレンジにより番組に登場した数多くのトップ・ミュージシャンの参加で制作された。
CDレーベルのデザインは篠原ともえが担当した。

## チャート成績
このアルバムは20万枚以上の売り上げを記録し、吉田拓郎のCDアルバムでは2021年現在最大のヒットである。拓郎にとっては『MUCH BETTER』以来9年ぶりのオリコンアルバムチャートTOP10入りとなった。

## 収録曲

### Disc 1
1. 伽草子
作詞：白石ありす／作曲：吉田拓郎／編曲：武部聡志
初出:アルバム『伽草子』(1973年)
2. 結婚しようよ
作詞・作曲：吉田拓郎／編曲：吉田建
初出:シングル「結婚しようよ」(1972年)
  - アサヒ黒生 CMソング
3. おきざりにした悲しみは
作詞：岡本おさみ／作曲：吉田拓郎／編曲：高中正義
初出:シングル「おきざりにした悲しみは」(1972年)
  - 1972年に発表された原曲も高中がギターとベースを担当していた[2]。
4. こっちを向いてくれ
作詞：岡本おさみ／作曲：吉田拓郎／編曲：中川雅也
初出:アルバム『元気です。』(1972年)
5. 旅の宿
作詞：岡本おさみ／作曲：吉田拓郎／編曲：武部聡志
初出:シングル「旅の宿」(1972年)
6. ひらひら
作詞：岡本おさみ／作曲：吉田拓郎／編曲：吉田建
初出:ライブアルバム『たくろうLIVE'73』(1973年)
  - 本作で初めてスタジオ録音された。
7. 春だったね
作詞：田口淑子／作曲：吉田拓郎／編曲：高中正義
初出:アルバム『元気です。』(1972年)
  - ライブアルバム『たくろうLIVE'73』の「春だったね'73」に録音されていた歓声が曲の冒頭に挿入されている。
8. 我が良き友よ
作詞・作曲：吉田拓郎／編曲：武部聡志
  - 1975年にかまやつひろしに提供した作品。本作で初めてセルフカバーされた。
9. せんこう花火
作詞・作曲：吉田拓郎／編曲：吉田建
初出:アルバム『元気です。』(1972年)
10. マークⅡ
作詞・作曲：吉田拓郎／編曲：中川雅也
初出:シングル「イメージの詩」(1970年)
11. ともだち	　　　　　　　　　
作詞・作曲：吉田拓郎／編曲：武部聡志
初出:ライブ・アルバム『よしだたくろう オン・ステージ ともだち』(1971年)
  - 本作で初めてスタジオ録音された。
12. たどり着いたらいつも雨降り
作詞・作曲：吉田拓郎／編曲：吉田建
初出:アルバム『元気です。』(1972年)
  - 1972年にザ・モップスに提供した作品。『元気です。』に続き2回目のセルフカバーとなった。
13. 夏休み
作詞・作曲：吉田拓郎／編曲：高中正義
初出:ライブ・アルバム『よしだたくろう オン・ステージ ともだち』(1971年)
14. どうしてこんなに悲しいんだろう
作詞・作曲：吉田拓郎／編曲：中川雅也
初出:アルバム『人間なんて』(1971年)
15. 人生を語らず
作詞・作曲：吉田拓郎／編曲：吉田建
初出:アルバム『今はまだ人生を語らず』(1974年)
16. 野の仏
作詞：岡本おさみ／作曲：吉田拓郎／編曲：武部聡志
初出:ライブアルバム『たくろうLIVE'73』(1973年)
  - 本作で初めてスタジオ録音された。

### Disc 2
1. 全部だきしめて
作詞：康珍化／作曲：吉田拓郎／編曲：武部聡志
  - 収録された唯一の新曲。
  - フジテレビ系音楽番組「LOVE LOVE あいしてる」テーマソング。本作で初収録された。
  - 1998年にKinKi Kidsがカバー、ミリオンヒットを達成する。
2. 全部だきしめて（Instrumental）
  - 作曲：吉田拓郎／編曲：武部聡志

## 参加ミュージシャン
- Strings：篠崎正嗣ストリングス
- Synthesizer Programming：迫田到・大竹徹夫・山中雅文

### Disc 1
| 伽草子 - 坂崎幸之助 - 高中正義 - 武部聡志 - 中川雅也 - 長谷川浩二 - 吉田建 結婚しようよ - 木戸やすひろ - 駒沢裕城 - 陣内大蔵 - 武部聡志 - 中川雅也 - 野村義男 - 吉田建 - 米倉利紀 - 吉田拓郎 おきざりにした悲しみは - 高中正義 - 武部聡志 - 中川雅也 - 吉田建 こっちを向いてくれ - 木戸やすひろ - 小林太 - 陣内大蔵 - 高中正義 - 武部聡志 - 中川雅也 - 松田弘 - 米倉利紀 旅の宿 - そうる透 - 高中正義 - 武部聡志 - 中川雅也 - 吉田建 ひらひら - そうる透 - 高中正義 - 武部聡志 - 吉田建 - 吉田拓郎 春だったね - 佐藤竹善 - 高中正義 - 武部聡志 - 中川雅也 - 吉田建 我が良き友よ - 木戸やすひろ - 陣内大蔵 - 高中正義 - 武部聡志 - 中川雅也 - 森高千里 - 吉田建 | せんこう花火 - 木戸やすひろ - 駒沢裕城 - 陣内大蔵 - 高中正義 - 武部聡志 - 中川雅也 - 吉田建 - 米倉利紀 - 吉田拓郎 マークⅡ - 片山広明 - そうる透 - 高中正義 - 武部聡志 - Bro.TOM - 中川雅也 - 吉田建 ともだち - 坂崎幸之助 - 武部聡志 - 中川雅也 - 吉田建 たどり着いたらいつも雨降り - 木戸やすひろ - 陣内大蔵 - 高中正義 - 武部聡志 - 松田弘 - 米倉利紀 - 吉田拓郎 夏休み - 佐藤竹善 - 高中正義 - 中川雅也 - 吉田建 どうしてこんなに悲しいんだろう - 木戸やすひろ - 陣内大蔵 - 高中正義 - 武部聡志 - 中川雅也 - 長谷川浩二 - 吉田建 - 米倉利紀 人生を語らず - 木戸やすひろ - 陣内大蔵 - そうる透 - 高中正義 - 武部聡志 - 中川雅也 - トータス松本 - 吉田建 - 米倉利紀 野の仏 - 木戸やすひろ - 陣内大蔵 - 高中正義 - 武部聡志 - 富田京子 - 中川雅也 - 中西圭三 - 吉田建 |

### Disc 2
| 全部だきしめて - 木戸やすひろ - 坂崎幸之助 - 陣内大蔵 - 高中正義 - 武部聡志 - Bro.TOM - 中川雅也 - 中西圭三 - 吉田建 |

## 関連作品
- たくろうLIVE'73